# Potí de Lió
Potí (en francès, Pothin) va ser el primer bisbe de Lió i el primer de tota la Gàl·lia. Va ser succeït per Ireneu de Lió. És venerat com a sant per diverses confessions cristianes.

## Hagiografia
Arribat d'una comunitat oriental de Frígia i cap de la comunitat cristiana de Lugdúnum, va ser detingut, amb 47 companys més (entre ells, santa Blandina), durant les persecucions de Marc Aureli en 177. Tot ells són coneguts com a Màrtirs de Lió. Potí va morir a la presó, el 2 de juny, probablement a causa dels tractes infligits.

## Historicitat
Hi ha dubtes sobre la seva historicitat: és esmentat a una carta atribuïda a Ireneu de Lió, el seu successor al bisbat, que va enviar a una comunitat d'Àsia. Segons aquesta carta, Potí havia estat el primer bisbe de la ciutat, nascut cap al 87 i mort als noranta anys. Va ser martiritzat juntament, diu la carta, amb Alexandre, Àtal, Espagat, Matur i Sanç.

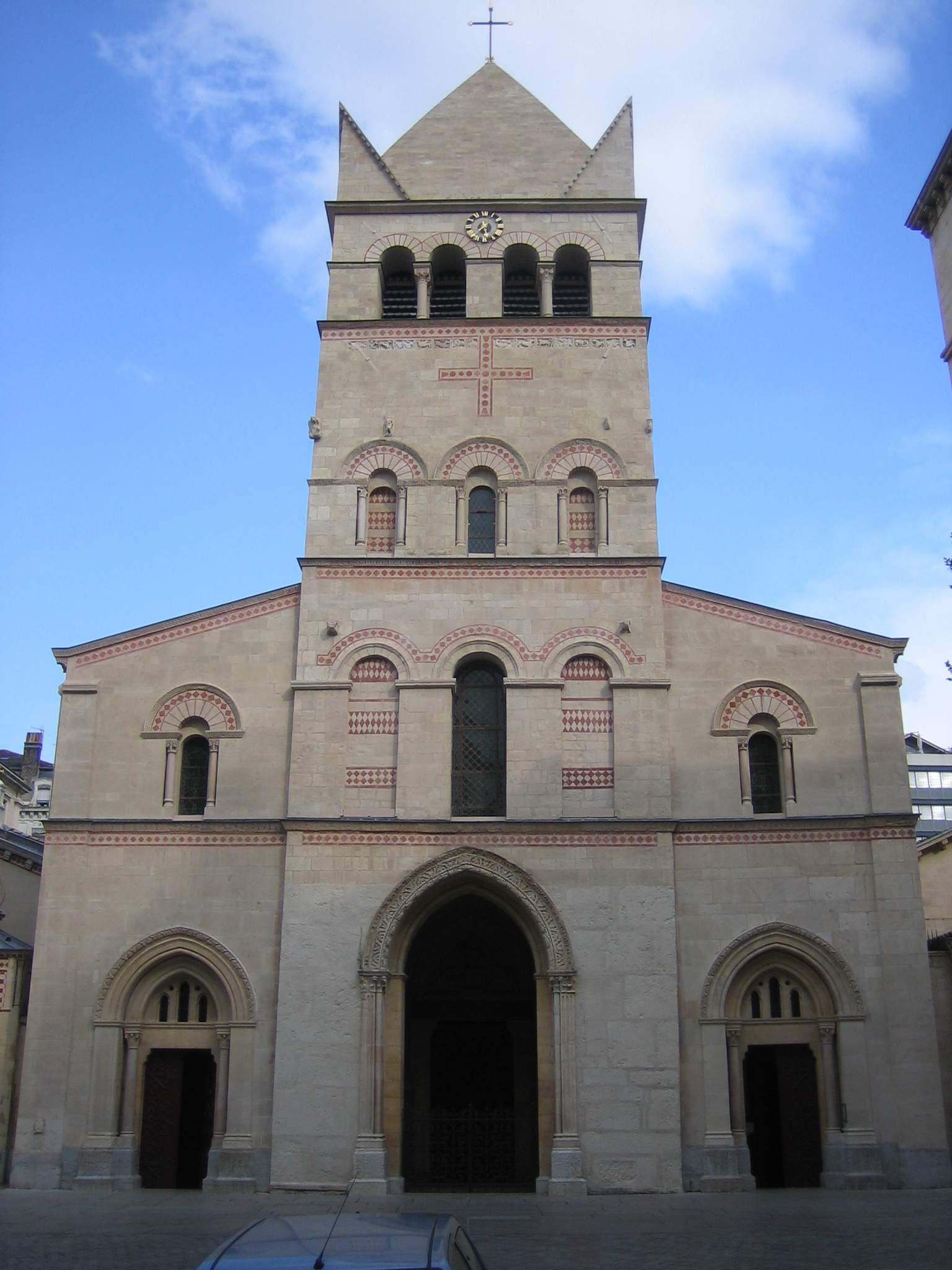
Saint-Martin-d'Ainay (Lió), primer lloc d'enterrament del sant
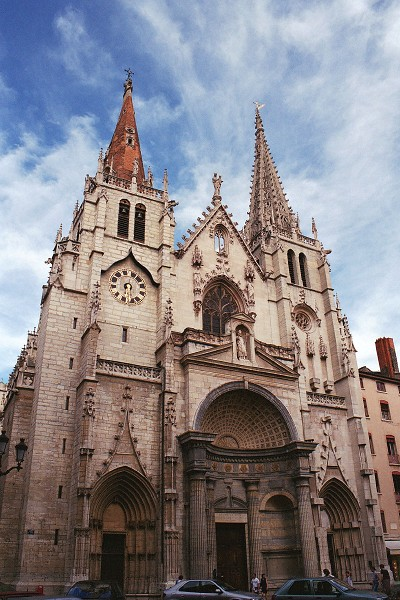
Església de Saint-Nizier (Lió), on hi ha les restes dels màrtirs
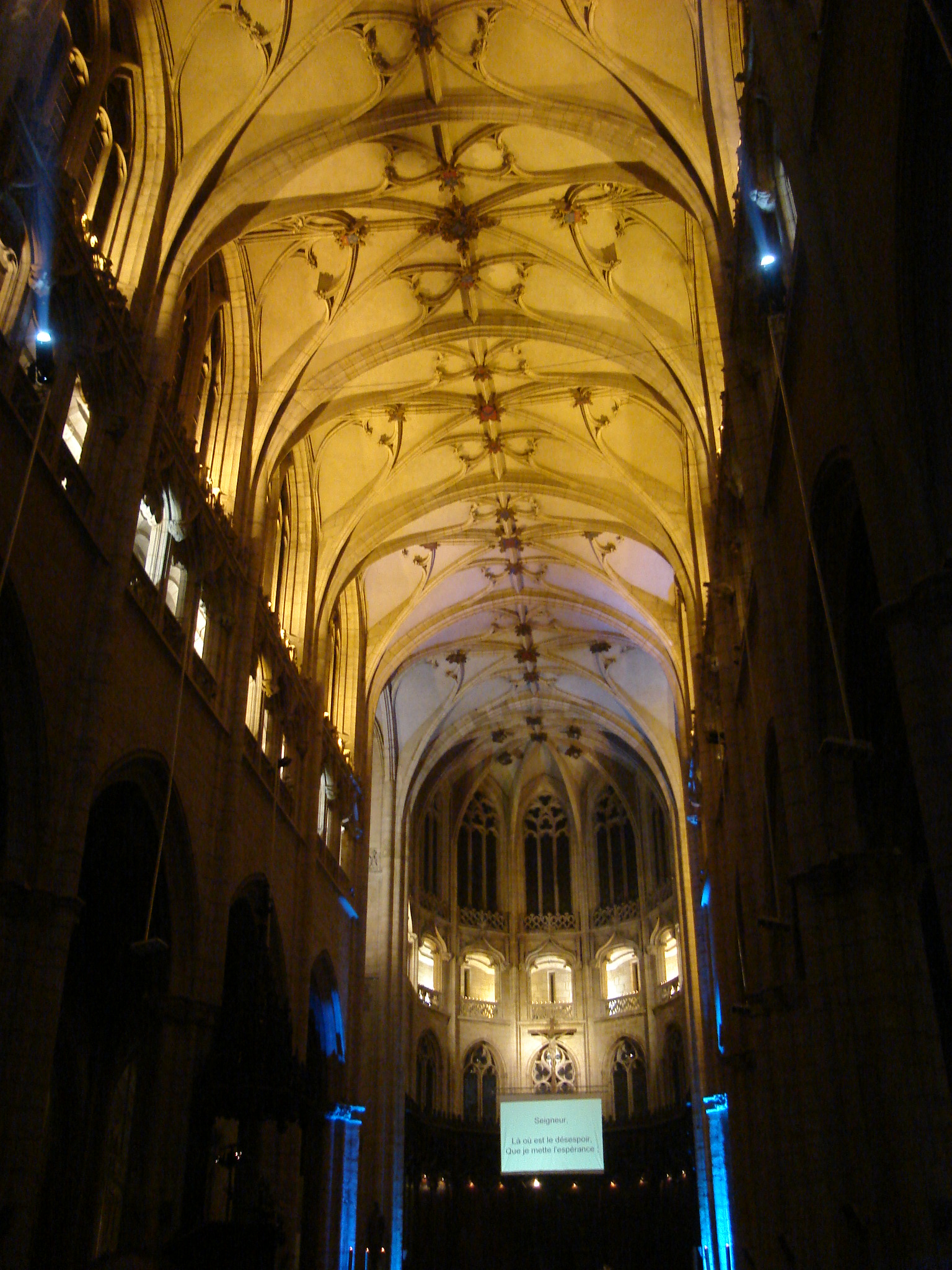
Nau de Saint-Nizier
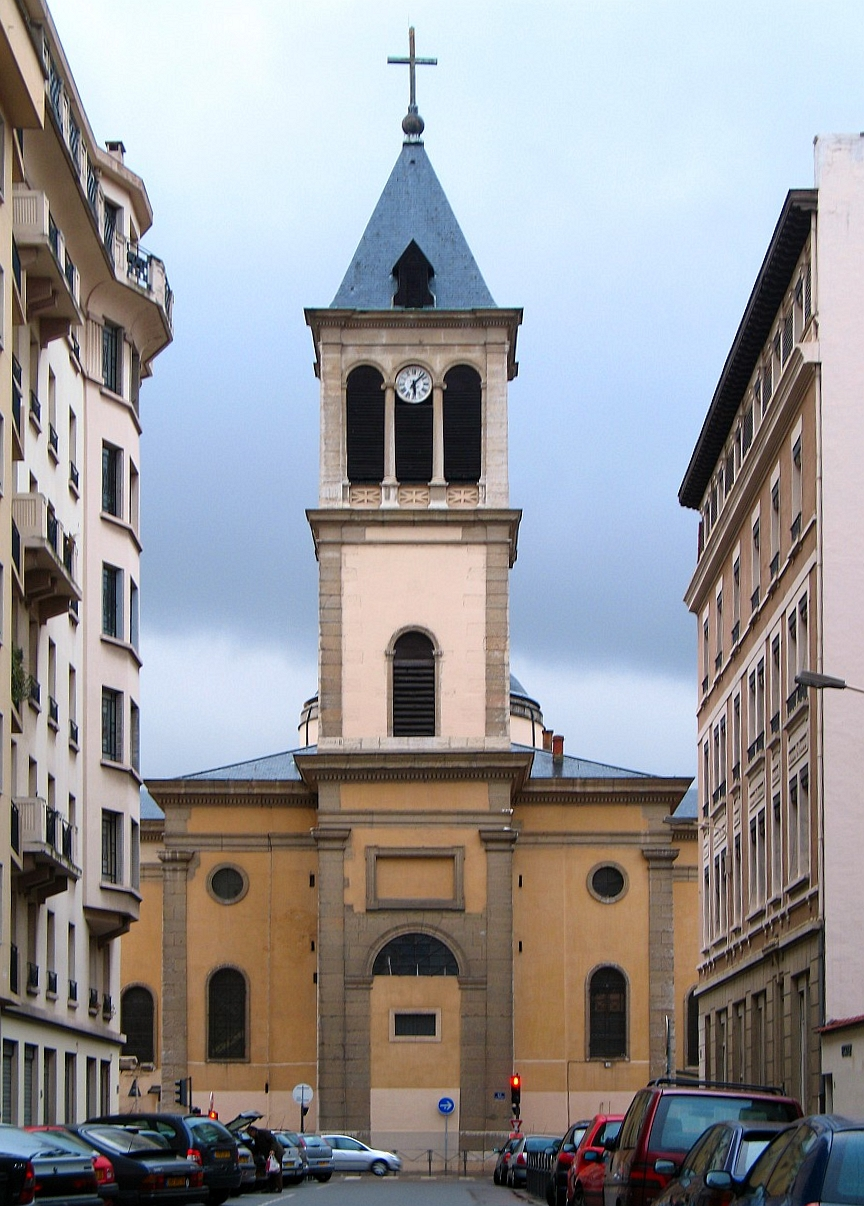
Església de Sant Potí (Lió), construïda en 1843

L'antiga basílica lionesa de Saint-Martin d'Ainay comptava amb una capella de Santa Blandina: la tradició situava al seu emplaçament la troballa de les restes dels màrtirs, que havien estat llençades al riu. D'aquesta església van ser portades a la dels Sants Apòstols, avui anomenada de Saint-Nizier, on són actualment.